# طرح (فیلم ۲۰۱۸)
طرح یا پیش‌طرح (به انگلیسی: Sketch) فیلمی محصول سال ۲۰۱۸ و به کارگردانی ویجی چاندار است. در این فیلم بازیگرانی همچون ویکرام، تمنا باتیا و راوی کیشان ایفای نقش کرده‌اند.